# Maestro dell'Altare dei Berswordt
Maestro dell'Altare dei Berswordt, detto anche Maestro della Crocifissione della Marienkirche di Dortmund (fl. XV secolo), è stato un pittore tedesco attivo a Dortmund alla fine del XIV secolo e agli inizi del successivo.
Punto di raccordo per la pittura in Vestfalia tra Maestro Bertram e Conrad von Soest.
L'anonimo artista, proveniente dalla Germania nord-occidentale, deve il suo nome a un trittico eseguito per la Marienkirche di Dortmund con le armi della famiglia patrizia Berswordt, databile tra il 1425 e il 1430.
Nelle ante interne, a sinistra, la Salita al Calvario, a destra la Deposizione dalla croce; al centro, la Crocifissione; e sulle ante esterne, l'Annunciazione.
Gli è attribuito inoltre l'Altare dell'Evangelische Neustadter Kirche di Bielefeld, di concezione più monumentale, con al centro la Vergine in trono e santi, e lungo la tavola centrale e sulle ante, queste disperse e opera di bottega, trenta quadretti con scene della Storia dell'umanità, della Vita della Vergine e della Passione.